# Ammalo bipunctata
Ammalo bipunctata är en fjärilsart som beskrevs av Walker 1855. Ammalo bipunctata ingår i släktet Ammalo och familjen björnspinnare. Inga underarter finns listade i Catalogue of Life.